# 卡西亚诺·德瓦尔
卡西亚诺·德瓦尔（1970年8月13日—，全名Casiano Wilberto Delvalle Ruiz），一般称作卡西亚诺，巴拉圭足球运动员，司职前锋，曾经效力于中国足球俱乐部北京国安和山东鲁能泰山。